# Haltepunkt Düsseldorf Volksgarten
Der Haltepunkt Düsseldorf Volksgarten ist ein S-Bahnhof in der nordrhein-westfälischen Landeshauptstadt Düsseldorf im Stadtteil Oberbilk. Er befindet sich an der Bahnstrecke Köln–Duisburg. Neben den drei S-Bahnlinien S1, S6 und S68 besteht außerdem an der gleichnamigen Haltestelle der Düsseldorfer Straßenbahn eine Umstiegsmöglichkeit zur Linie 706. Im Jahr 2002 lag die Zahl der Ein-, Aus- und Umsteiger bei etwa 10.000 bis 15.000 je Werktag. Damit zählt er zu den sechs am höchsten frequentierten S-Bahnhöfen auf Düsseldorfer Stadtgebiet. Er gehört zum Tarifgebiet des Verkehrsverbundes Rhein-Ruhr und befindet sich im Tarifgebiet 53 Düsseldorf-Süd.

## Lage

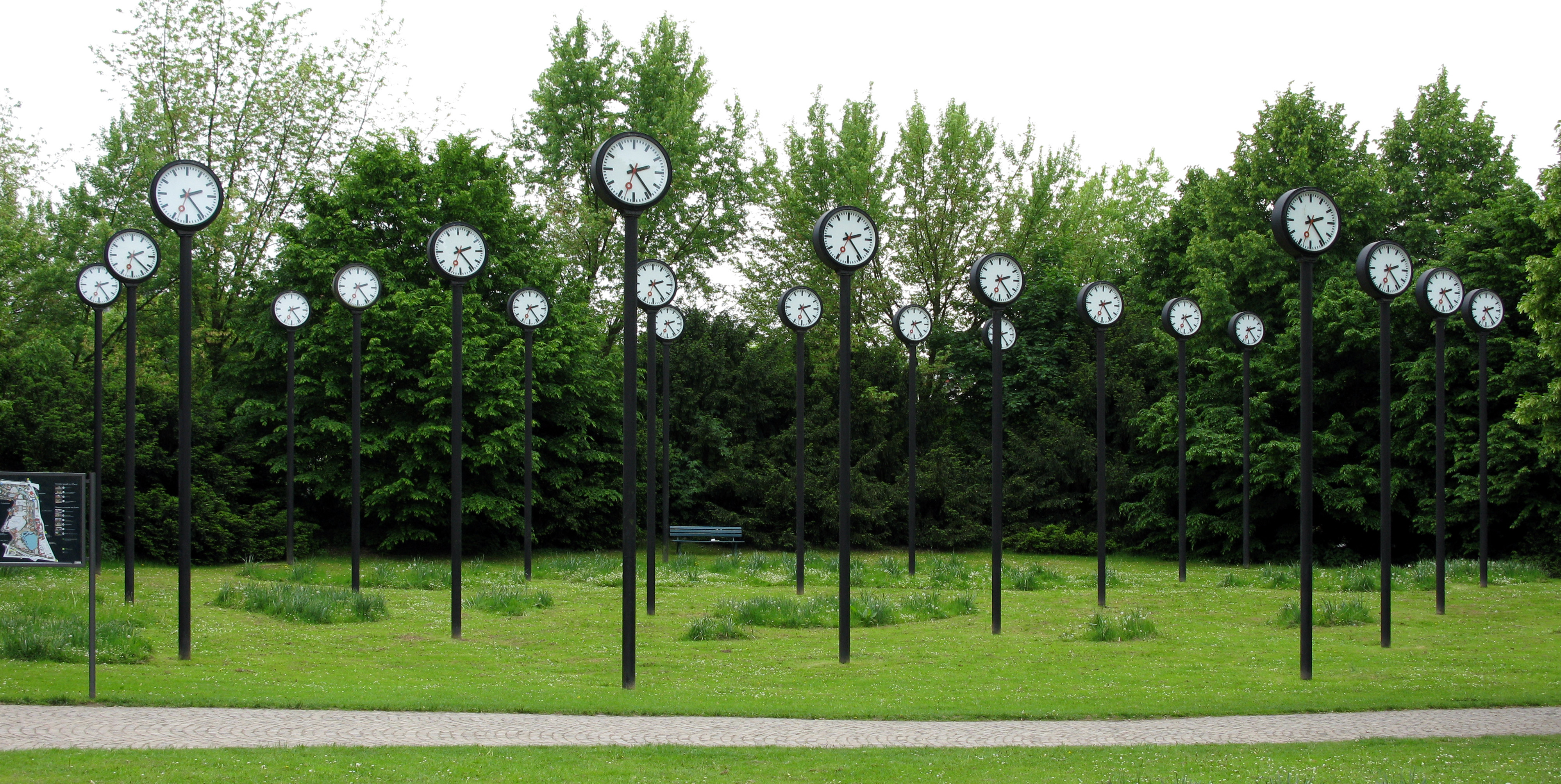
Klaus Rinkes „Zeitfeld“ am Zugang zum Volksgarten (BuGa)

Der Haltepunkt liegt an der Bahnstrecke Köln–Duisburg etwa 2 km südlich des Düsseldorfer Hauptbahnhofs.
Geographisch ist der Haltepunkt verortet an einer Schnittstelle zwischen den Düsseldorfer Stadtteilen Friedrichstadt, Oberbilk und Bilk. Er befindet sich in Hochlage zwischen der die Bahnstrecke kreuzenden Oberbilker Allee sowie der Kruppstraße. Südlich des Bahnsteigs befinden sich die Sportanlagen von TuRU Düsseldorf sowie das dort beheimatete Stadion an der Feuerbachstraße. Auf der gegenüberliegenden Seite der Kruppstraße befindet sich der Eingang zum Volksgarten, welcher auch Namensgeber für diese Station ist. Dieser war im Jahr 1987 Teil der Bundesgartenschau. So hatte der S-Bahnhof Volksgarten, wie auch der in Fahrtrichtung Köln folgende Halt Düsseldorf-Oberbilk eine zentrale Funktion bei der Anbindung dieser an den Öffentlichen Personennahverkehr, da an beiden Standorten jeweils einer von drei Haupteingängen eingerichtet wurde.
Daneben trägt auch das, nördlich der Gleise gelegene, Finanzamt Düsseldorf-Süd zur hohen Fahrgastfrequenz an dieser Stelle bei.

## Geschichte
Der Haltepunkt Düsseldorf Volksgarten wurde als reiner S-Bahnhof errichtet. Es gab zuvor an dieser Stelle auch keinen Vorgängerbahnhof oder -haltepunkt. Der neue Haltepunkt ging zeitgleich mit der Eröffnung der S-Bahn Rhein-Ruhr in Betrieb. Diese fand im September 1967 auf der Strecke zwischen den Haltepunkten Düsseldorf-Garath und Ratingen Ost statt. Die neue S-Bahnstrecke war damit der Beginn des ersten neuen S-Bahn-Systems in Deutschland nach dem Zweiten Weltkrieg.
Im Zuge der 1987 veranstalteten Bundesgartenschau wurde die Ausstattung des S-Bahnhofs ergänzt. Im westlichen wie im östlichen Bereich des Bahnsteigs wurden zwei größere Dachkonstruktionen installiert. Sie bieten seitdem den Fahrgästen einen Schutz vor Regen.
Im Rahmen einer Modernisierung an mehreren Düsseldorfer S-Bahnhöfen wurde der Haltepunkt zu Beginn der 2000er Jahre mit neuen Zugzielanzeigern mit Fallblattanzeige ausgestattet.

## Bahnanlage

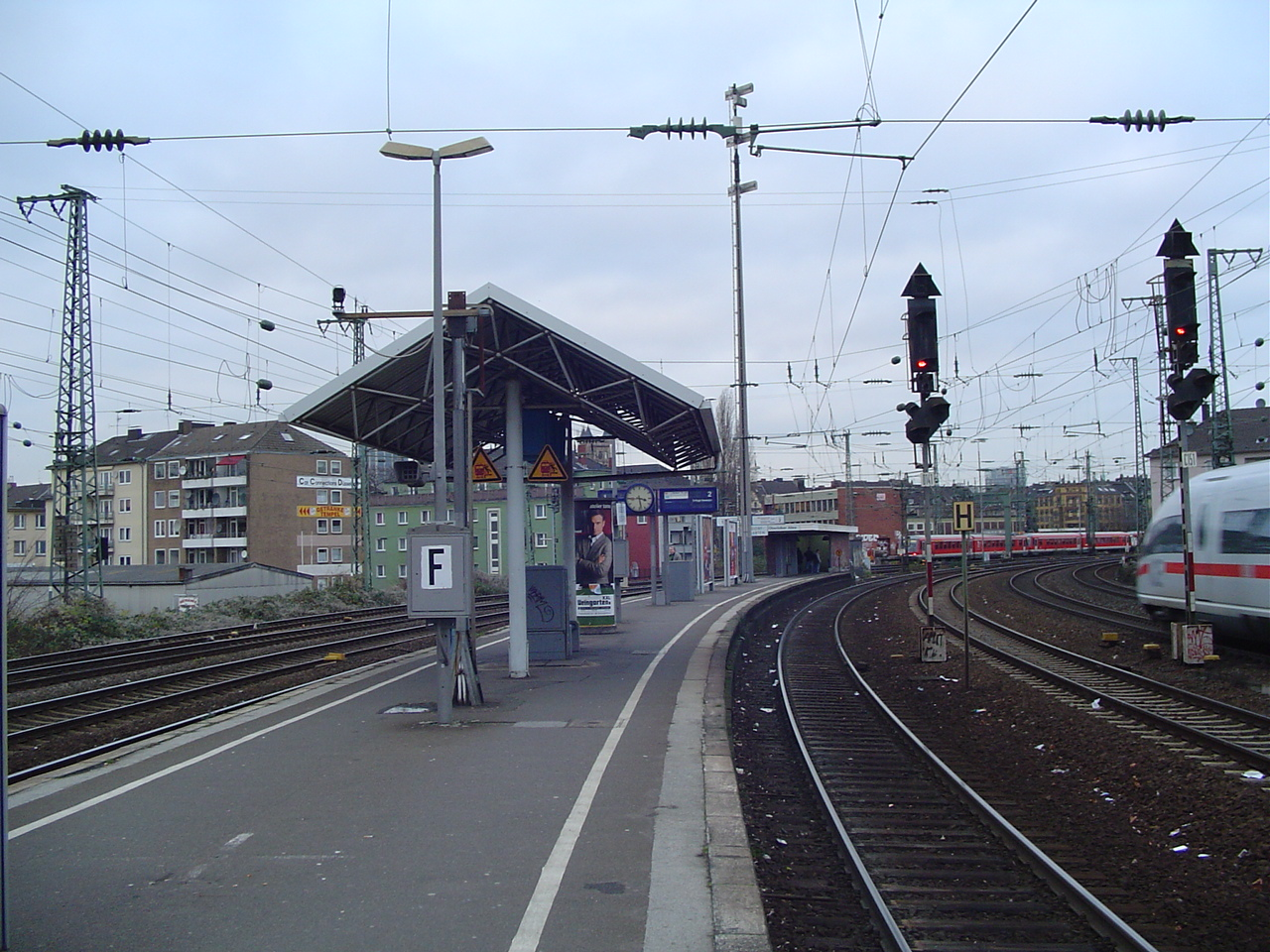
Bahnsteig des S-Bahn-Haltes

Der S-Bahnhof besitzt einen Mittelbahnsteig mit Zugängen zur Oberbilker Allee und zur Kruppstraße bzw. der Straße Auf’m Hennekamp. Diese sind jedoch nur als feste Treppen und nicht als Rolltreppen ausgeführt. Da eine Aufzugsanlage fehlt, ist der Bahnhof nicht barrierefrei zugänglich.
Die Gestaltung des Bahnsteigs fällt sehr schlicht aus. Neben der bereits erwähnten Dachkonstruktionen, die kurz auf die beiden Zugänge folgen, existiert lediglich eine weitere überdachte Wartemöglichkeit. Diese schützt jedoch durch Wandverkleidungen auch gegen seitlich einfallende Winde und Regen. Der übrige Bahnsteig wird durch einzelne Bänke, Lichtmasten und Stationsschilder ausgestaltet. Der Boden ist lediglich asphaltiert und der notwendige Sicherheitsabstand zur Bahnsteigkante durch eine aufgemalte Linie markiert. Ein Blindenleitsystem ist damit im gesamten Bahnsteigsbereich nicht vorhanden.
Durch Videoüberwachung und eine Notruf- bzw. Infosäule ist der S-Bahnhof Bestandteil des 3-S-Systems der Deutschen Bahn, das am Düsseldorfer Hauptbahnhof über eine regionale Zentrale verfügt.
Die beiden Gleise der S-Bahn werden ohne dem S-Bahnhof zugeordneten Gleise an diesem entlanggeführt, so dass nicht von einem Bahnhof, sondern von einem Haltepunkt gesprochen werden muss. Begleitet wird dieser sowohl nördlich wie auch südlich von jeweils drei weiteren Gleisen, die dem Regional- und Fernverkehr zugeordnet sind. Von der Anlage des Haltepunktes entspricht er einem Durchgangsbahnhof.

## Verkehr
Der S-Bahnhof Volksgarten befindet sich im Verlauf des südöstlichen Astes der S-Bahn-Rhein-Ruhr auf Düsseldorfer Stadtgebiet.
Alle auf dieser Strecke verkehrenden Linien bedienen den Haltepunkt. Neben den Umsteigemöglichkeiten zwischen den drei S-Bahnlinien bestehen weitere Umsteigebeziehungen zu einer Straßenbahnlinie, welche an einer Haltestelle entlang der Straße Auf’m Hennekamp hält und die Einbindung in das Netz des Düsseldorfer Nahverkehrs herstellt.
Die drei Linien stellen in Richtung Norden die Anbindung zu den Nachbarstädten Essen, Ratingen und Wuppertal sowie den Stadtteilen Rath, Unterrath und Gerresheim her. Daneben besteht eine direkte Verbindung zum Düsseldorfer Flughafen und dem Düsseldorfer Hauptbahnhof an dem eine Verbindung mit dem Düsseldorfer Stadtbahnnetz besteht. Richtung Süden werden dann die Stadtteile Oberbilk, Eller, Reisholz, Benrath, Garath und Hellerhof angebunden. Die Linien führen dann über das Stadtgebiet hinaus weiter nach Hilden und Solingen, bzw. Langenfeld, Leverkusen und Köln.
Durch die Straßenbahnlinie 706 werden die Innenstadt sowie weitere östliche und südliche Stadtteile erreicht. Die Linie 706 verkehrt dabei den ganzen Tag über in einem 10-Minuten-Takt.
Bedingt durch seine zentrale Lage, auch an einer wichtigen Verkehrsstraße, kombiniert mit der Verknüpfung der verschiedenen Verkehrsträger ist der S-Bahnhof Standort einer CarSharing-Station.
Alle hier verkehrenden S-Bahnlinien werden von der in Düsseldorf ansässigen DB Regio NRW im Auftrag des Verkehrsverbundes Rhein-Ruhr betrieben, in dessen Tarifgebiet sie sich auch befinden. Zum Einsatz kommen dabei auf den Linien S1 und S6 Wagen der Baureihe 422 sowie auf der Linie S68 Wagen der Baureihe 420.
Die S-Bahnlinien S1 und S6 verkehren jeweils in einem 20-Minuten-Takt, so dass durch die doppelte Bedienung der Haltepunkt in einem 10-Minuten-Takt angefahren wird. In der Hauptverkehrszeit verkehrt zusätzlich die Linie S68, ebenfalls in einem 20-Minuten-Takt.
| Linie | Linienverlauf | Takt |
| ----- | --- | --- |
| S 1   | Solingen Hbf – SG-Vogelpark – Hilden Süd – Hilden – D-Eller – D-Eller Mitte – D-Oberbilk – D-Volksgarten – Düsseldorf Hbf – D-Wehrhahn – D-Zoo – D-Derendorf – D-Unterrath – D-Flughafen – Angermund – DU-Rahm – DU-Großenbaum – DU-Buchholz – DU-Schlenk – Duisburg Hbf – MH-Styrum – Mülheim (Ruhr) Hbf – E-Frohnhausen – Essen West – Essen Hbf – E-Steele – E-Steele Ost – E-Eiberg – Wattenscheid-Höntrop – BO-Ehrenfeld – Bochum Hbf – BO-Langendreer West – BO-Langendreer – DO-Kley – DO-Oespel – DO-Universität – DO-Dorstfeld Süd – DO-Dorstfeld – Dortmund Hbf Stand: Fahrplanwechsel Dezember 2023 | 30 min 20 min (Solingen–Duisburg wochentags) 15 min (Essen–Dortmund wochentags)                                                                 |
| S 6   | Essen Hbf – Essen Süd – E-Stadtwald – E-Hügel – E-Werden – Kettwig – Kettwig Stausee – Hösel – Ratingen Ost – D-Rath – D-Rath Mitte – D-Derendorf – D-Zoo – D-Wehrhahn – Düsseldorf Hbf – D-Volksgarten – D-Oberbilk – D-Eller Süd – D-Reisholz – D-Benrath – D-Garath – D-Hellerhof – Langenfeld-Berghausen – Langenfeld (Rheinland) – Lev.-Rheindorf – Lev.-Küppersteg – Leverkusen Mitte – Lev.-Chempark – K-Stammheim – K-Mülheim – K-Buchforst – K-Messe/Deutz – Köln Hbf – K-Hansaring – K-Nippes (– K-Geldernstr./Parkgürtel – K-Longerich – K-Volkhovener Weg – K-Chorweiler – K-Chorweiler Nord – K-Blumenberg – K-Worringen) Stand: Fahrplanwechsel Dezember 2023 | 20 min (werktags) 30 min (sonn-/feiertags, Essen–Düsseldorf auch samstags) Nippes–Worringen nur werktags 5–20 Uhr und sonn-/feiertags 11–21 Uhr |
| S 68  | W-Vohwinkel – Haan-Gruiten – Hochdahl-Millrath – Hochdahl – Erkrath – D-Gerresheim – D-Flingern – Düsseldorf Hbf – D-Volksgarten – D-Oberbilk – D-Eller Süd – D-Reisholz – D-Benrath – D-Garath – D-Hellerhof – Langenfeld-Berghausen – Langenfeld (Rheinland) Stand: Fahrplanwechsel Dezember 2023 | 20 min (nur zur HVZ) |
| 706   | D-Hamm 1 – Hammer Dorfstraße – Hemmersbachweg – Franziusstraße – Unterbilk, Bilker Kirche – Unterbilk, Stadttor – Landtag/Kniebrücke – Graf-Adolf-Platz 2 – Stadtmitte, Berliner Allee – Steinstraße – Stadtmitte, Schadowstraße – Pempelfort, Sternstraße – Marienhospital – Pempelfort, Stockkampstraße3 – D-Zoo – Düsseltal, Brehmplatz – Lindemannstraße – Flingern-Nord, Lindenstraße – D-Flingern – Flingern-Süd, Kettwiger Straße – Oberbilker Markt/Warschauer Straße – Flügelstraße – Kruppstraße – D-Volksgarten – Bilk, Kopernikusstraße4 → Am Steinberg ← Moorenstraße ← Merowingerplatz ← Bilk, Merowingerstraße Betrieb im Standardtakt der Düsseldorfer Straßenbahnen; weitere Haltestellen nur in den Abschnitten 1–2 und 3–4, aber alle Umsteigehaltestellen sind aufgeführt. | 10 min |